# ANTIC

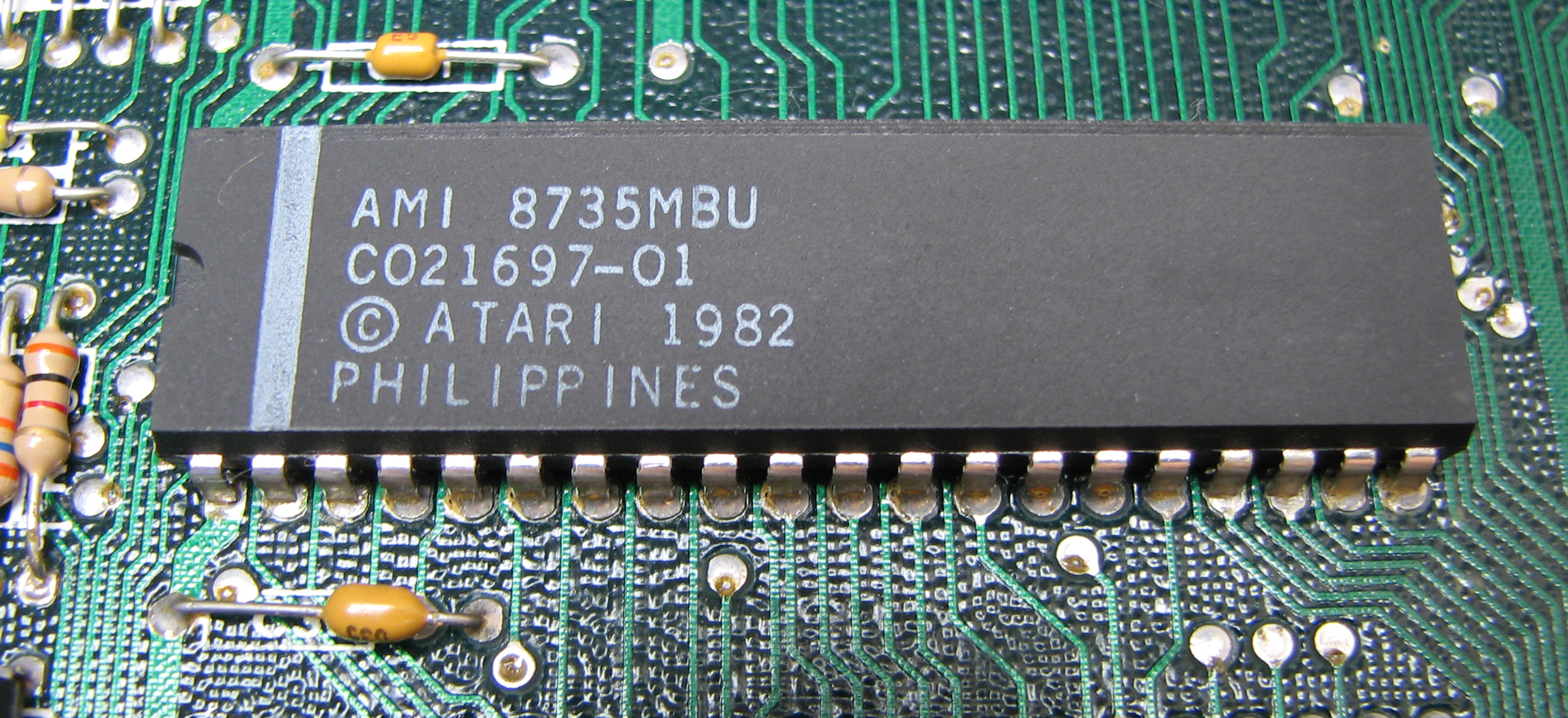
Układ ANTIC na płytce komputera Atari 130XE

ANTIC (ang. Alphanumeric Television Interface Controller) – układ graficzny montowany w ośmiobitowych komputerach domowych Atari, zaprojektowany w 1978 roku. Mechanizm generowania obrazu, wykorzystywany w układzie ANTIC, został opatentowany przez firmę Atari w 1981 roku.
Nazwa układu została wykorzystana do nazwania czasopisma Antic.

## Opis działania
Układ ANTIC jest mikroprocesorem, tworzącym obraz według specjalnego programu – ang. display list. Kolejne linie obrazu generowane są na podstawie rozkazów. Każda linia może być wyświetlona w jednym z 14 trybów – 6 tekstowych i 8 graficznych. Tak wygenerowane linie mogą składać się z od 1 do 16 linii obrazowych (pikseli w pionie), w zależności od trybu graficznego. Na jednej ramce obrazu mogą zostać wygenerowane linie w różnych trybach, np. pod linią tekstu może być wyświetlona linia w jednym z trybów graficznych. Oprócz rozkazów odpowiedzialnych za generowanie tekstu i grafiki, dostępne są także rozkazy wygaszania linii oraz skoku.
ANTIC może komunikować się bezpośrednio z pamięcią RAM wykorzystując DMA. Wstrzymuje wtedy działanie głównego procesora za pomocą linii HALT i przejmuje kontrolę nad magistralą adresową i danych. Dodatkowo ANTIC generuje sygnały do odświeżania dynamicznej pamięci RAM.
Szerokość generowanego obrazu określa "rejestr kontroli dostępu do pamięci" (DMACTL); może ona wynosić 0, 256, 320 lub 384 piksele trybu najwyższej rozdzielczości, czyli odpowiednio 0, 32, 40 lub 48 kolumn w trybie znakowym używanym przez systemowy edytor ekranowy.
Wysokość obrazu definiuje wspomniany wyżej program, zwany Display List. Wysokość ta może wahać się w zakresie od zera do 240 linii skaningowych (pikseli) trybu najwyższej rozdzielczości, czyli do 30 wierszy trybu znakowego używanego przez systemowy edytor ekranowy. Powyżej tej wartości następuje zerwanie synchronizacji pionowej.
Antic generuje zarówno tryby tekstowe, jak i graficzne. Tryby tekstowe wymagają zdefiniowania zestawu 64 lub 128 znaków w matrycy 8x8 pikseli, druga połowa zestawu (z całości 256 znaków) jest automatycznie generowana jako powtórzenie pierwszej z odwróceniem kolorów (czarne znaki na białym tle). Układ sprzętowo realizuje takie funkcje jak np. tłumienie znaków w inverse video (stają się niewidoczne), odwracanie kolorów (są wyświetlane jak znaki "normalne") oraz lustrzane odbicie wszystkich znaków w pionie.
Aby wygenerować analogowy sygnał wizyjny, ANTIC współpracuje z układem CTIA (albo stosowanym później GTIA). ANTIC w czasie rzeczywistym przekazuje dane cyfrowe na temat obrazu do CTIA/GTIA, który następnie dodaje kolory i generuje na wyjściu sygnał analogowy. Dodatkowe funkcje CTIA/GTIA to obsługa sprite’ów i wykrywanie kolizji.